# Người Canada gốc Âu
Người Canada gốc Âu là người Canada có nguồn gốc tổ tiên từ châu Âu. Họ thành lập nhóm sắc tộc lớn nhất ở Canada.
Người Pháp là những người châu Âu đầu tiên thiết lập một sự hiện diện liên tục trong những gì bây giờ là Canada. Hélène Desportes được coi là đứa trẻ da trắng đầu tiên sinh ra ở Tân Pháp. Bà được sinh ra vào khoảng năm 1620, Pierre Desportes (sinh Lisieux, Normandie, Pháp) và Françoise Langlois. Trong cuộc tổng điều tra năm 2016, các tổ tiên châu Âu lớn nhất là từ Đảo Anh (11.211.850) với Anh (6.320.085), Pháp (4.680.820), Scotland (4.799.005), Ireland (4.627.000), Đức (3.322.405), Ý (1.587.965). Tuy nhiên, nguồn gốc dân tộc tự báo cáo lớn nhất của đất nước là "người Canada" (chiếm 11.135.965 dân số). Từ năm 1996, "người Canada" là một nhóm dân tộc đã được thêm vào bảng câu hỏi điều tra dân số cho tổ tiên có thể, có khả năng gây ra người Canada gốc Anh, gốc Pháp trở nên thiếu trầm trọng. Các nhóm tương tự như của "Người Mỹ" ở nước láng giềng Hoa Kỳ và thường được tán dương bởi người Canada gốc Âu mà tổ tiên của họ là một trong những người định cư châu Âu sớm nhất hiện nay là Canada, đến mức họ không còn cảm thấy liên quan đến họ nữa nước xuất xứ. Trong hồ sơ khảo sát hộ gia đình quốc gia năm 2011, 10.563.805 người (32,1%) đã chọn "người Canada" làm dân tộc của họ, trở thành nhóm lớn nhất trong cả nước.